# Smithton (Misuri)
Smithton es una ciudad ubicada en el condado de Pettis en el estado estadounidense de Misuri. En el Censo de 2010 tenía una población de 570 habitantes y una densidad poblacional de 731,16 personas por km².

## Geografía
Smithton se encuentra ubicada en las coordenadas 38°40′51″N 93°5′33″O / 38.68083, -93.09250. Según la Oficina del Censo de los Estados Unidos, Smithton tiene una superficie total de 0.78 km², de la cual 0.78 km² corresponden a tierra firme y (0%) 0 km² es agua.

## Demografía
Según el censo de 2010, había 570 personas residiendo en Smithton. La densidad de población era de 731,16 hab./km². De los 570 habitantes, Smithton estaba compuesto por el 94.91% blancos, el 1.4% eran afroamericanos, el 0.18% eran amerindios, el 0.18% eran asiáticos, el 0% eran isleños del Pacífico, el 1.58% eran de otras razas y el 1.75% pertenecían a dos o más razas. Del total de la población el 2.63% eran hispanos o latinos de cualquier raza.